# 米科萊-波萊 (新米科拉伊夫卡市鎮)
48°3′57″N 35°58′4″E / 48.06583°N 35.96778°E
米科萊-波萊（烏克蘭語：Миколай-Поле）是位於烏克蘭東南部的村莊，由扎波羅熱州扎波羅熱区的新米科拉伊夫卡市鎮負責管轄。該村處於上泰爾薩河畔，分別距離新赫里霍里夫卡1公里和索菲伊夫卡2.5公里，始建於1900年，面積0.005平方公里，海拔高度79米，2001年人口73。